# Vulturești (gmina w okręgu Suczawa)
Vulturești – gmina w Rumunii, w okręgu Suczawa. Obejmuje miejscowości Giurgești, Hreațca, Jacota, Merești, Osoi, Pleșești, Valea Glodului i Vulturești. W 2011 roku liczyła 3395 mieszkańców.